# Aurélio de Sousa Soares
Aurélio de Sousa Soares (ur. 18 kwietnia 1974 w Bengueli) – angolski piłkarz grający na pozycji obrońcy.

## Kariera klubowa
Swoją karierę piłkarską Soares rozpoczął w klubie Primeiro de Agosto. W 1996 roku zadebiutował w nim w pierwszej lidze angolskiej. W debiutanckim sezonie wywalczył mistrzostwo Angoli. W 1997 roku przeszedł do Petro Atlético, z którym sięgnął po mistrzostwo i puchar kraju.
Jesienią 1997 Soares przeszedł do Académiki Coimbra. W pierwszej lidze portugalskiej zadebiutował 30 listopada 1997 w wygranym 1:0 wyjazdowym meczu z Vitórią Setúbal. W Académice grał przez sezon.
W 2000 roku Soares wrócił do Primeiro de Agosto, a następnie grał w brazylijskim Cabofriense. W latach 2001–2008 ponownie grał w Primeiro de Agosto, w którym zakończył karierę. W tym okresie wywalczył tytuł mistrza kraju (2006) i dwa puchary kraju (2006, 2009).

## Kariera reprezentacyjna
W reprezentacji Angoli Soares zadebiutował w 1996 roku. W tym samym roku był w kadrze Angoli na Puchar Narodów Afryki 1996, na którym nie zagrał ani razu. W 1998 roku kadry Angoli na Puchar Narodów Afryki 1998. Rozegrał na nim trzy mecze: z Republiką Południowej Afryki (0:0), z Namibią (3:3) i z Wybrzeżem Kości Słoniowej (2:5). W kadrze narodowej grał do 1999 roku.